# Othresypna intermedia
Othresypna intermedia är en fjärilsart som beskrevs av Emilio Berio 1958. Othresypna intermedia ingår i släktet Othresypna och familjen nattflyn. Inga underarter finns listade i Catalogue of Life.